# Rusland (straat)

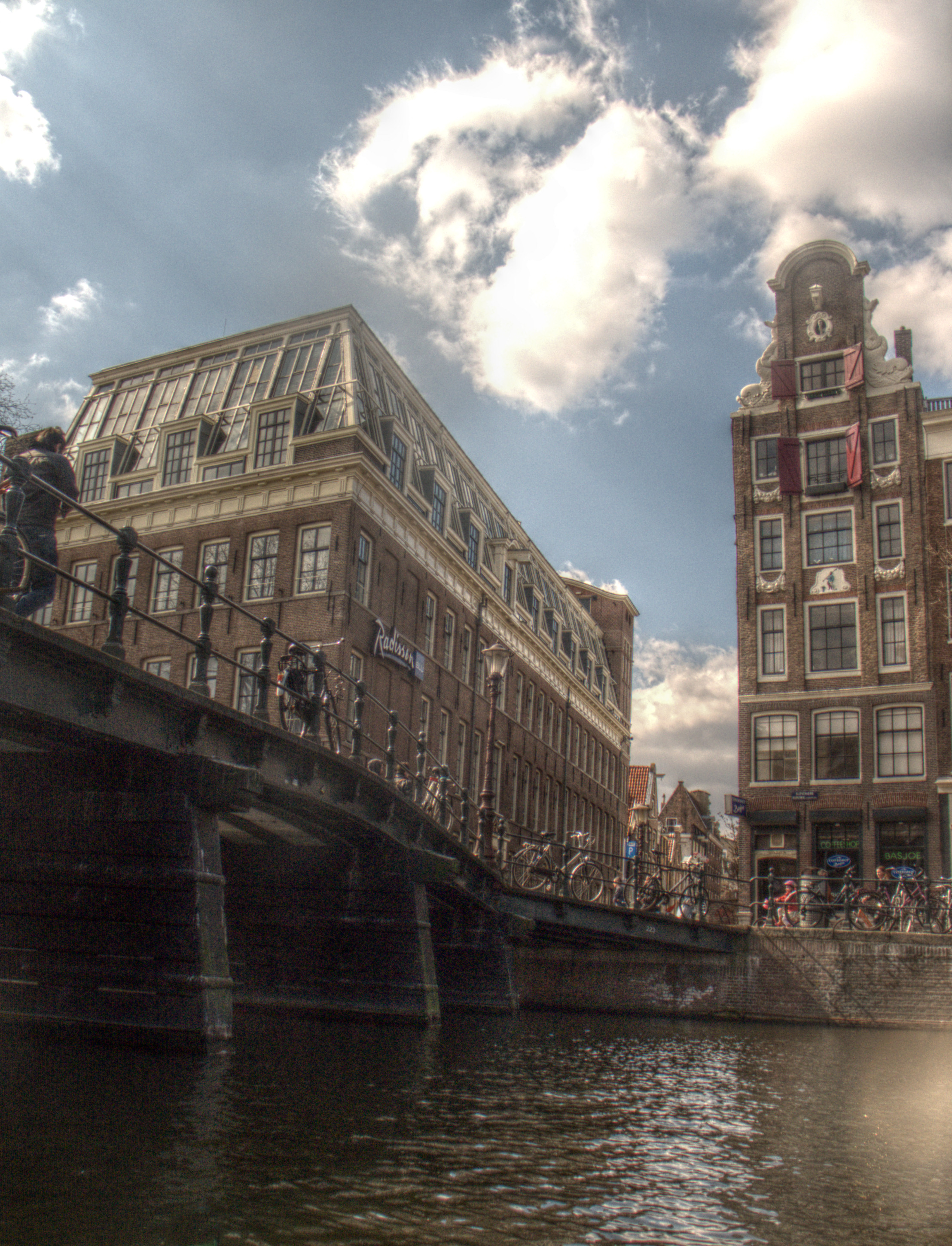
De straat Rusland in Amsterdam, gezien vanaf de Oost-Indische Huisbrug (no 223)

Het Rusland is een straat in het centrum van Amsterdam. De straat verbindt de Oudezijds Achterburgwal met de Kloveniersburgwal en ligt in het verlengde van de Sint Agnietenstraat. Het is een korte maar brede straat. De straat is zo breed omdat het linker gedeelte oorspronkelijk de Raamsloot was die nog in de 16e eeuw werd gedempt. De straat ligt ingeklemd tussen de brug 216 over de OZ Achterburgwal en Oost-Indische Huisbrug (brug 223) over de Kloveniersburgwal.
De naam van de straat kwam al voor in een akte uit 1403 met de naam Willem Ruusschentuin. Deze naam verbasterde in de loop der jaren via 't Ruyssenlandt, 't Russeland en 't Ruslant tot het Rusland.
Aan de noordzijde van de straat bevond zich, inpandig op een binnenterrein, vanaf 1698 de katholieke schuilkerk De Star, die in 1848-1849 tot een grote hallenkerk werd uitgebouwd, met een portaalgebouw (1863) en een doopkapel (1909) tussen de woonhuizen aan het Rusland. Na sluiting (1929) en sloop (1955) van de kerk verrezen hier enkele kantoorpanden, die in 1989 plaats maakten voor het SAS Royal Hotel.
Op de hoek met de Kloveniersburgwal staat het rijksmonument Het Wapen van Amsterdam, het voormalige logement van Gerrit Braamcamp, die in 1758 een brouwerij bestaande uit twee panden had samengevoegd en verbouwd tot een logement met dertig kamers en een veilingzaal. De ingang zat toen nog aan het Rusland. Na zijn dood in 1771 kwam het bedrijf in handen van een nieuw opgericht spaarfonds met de naam Wapen van Amsterdam. In het midden van de 19e eeuw was dit hotel de locatie 
waar de schrijver en Réveilman Isaäc da Costa zijn befaamde zondagmiddaglezingen hield.
In het boek Een schitterend gebrek van Arthur Japin woont de hoofdpersoon (Casanova's liefde) aan deze straat.